# 쉬쯔인
쉬쯔인(1996년 5월 6일 ~ )은 중국의 배우다.

## 방송
- 대송소년지 (2019) - 조연
- 청춘유니 2 (2020) - 18위
- 걸스플래닛999 : 소녀대전 (2021) - 27위
- 일섬일섬량성성 (2022) - 조연
- 애니불언이유 (2023) - 주연
- 재우량개타 (2023) - 주연
- 투로선생청지시 (2023) - 주연
- 명일래신 (2023) - 주연

## 영화
- 로사호 (2019) - 조연